# 平成くん、さようなら
『平成くん、さようなら』（へいせいくん、さようなら）は、古市憲寿の小説である。

## 概要
同作は、2018年11月に文藝春秋より出版された187ページに及ぶ小説である。
同作は2019年の第160回芥川龍之介賞にノミネートされていたものの、受賞を逃している。
また、同作は「平成」という時代を作者なりに振り返るものとなっているため、アフリカ系アメリカ人として初めてルイ・ヴィトンのデザイナーに指名されたヴァージル・アブローの名前を出すなど、固有名詞を多く用いて時事的なネタを多く取り入れたと作者は語っている。
また、同書を執筆する上では、歩行や食事が困難となり、死の願望を見舞いの度に呟いていた祖母の死が深く影響していると作者は語っている。
2021年に文春文庫に収録された。文春文庫版では、本編の一部が修正されたほか、巻末に50以上の注解が追加されている。追加された注解では、平成の終了後に発生した新型コロナウイルス感染症の世界的流行や、それに伴う2020年東京オリンピック・パラリンピックの開催延期についても言及されている。

## あらすじ
安楽死が合法化された現代日本を舞台に、平成を象徴する人物としてメディアに取り上げられ、現代的な生活を送っている主人公の「平成（ひとなり）くん」は合理的でクール、性的接触を好まない人物であった。ある日、「平成くん」は、元号の平成の終わりとともに安楽死をしたいと恋人の「愛」に告げる。愛はそれを受容できぬまま、日常の営みを通じて、今を生きていることと死ぬことの意味を問い直していく。